# プレイグラウンド・サイコティクス
『プレイグラウンド・サイコティクス』（Playground Psychotics）は、フランク・ザッパが1992年にフランク・ザッパ/マザーズ・オブ・インヴェンション名義で発表したライブ・アルバム。楽曲の演奏に加えて、ザッパやメンバーの会話も収録されている。

## 内容
バンドの演奏を含むトラックは、いずれも1971年の録音で、ニューヨークのフィルモア・イースト（6月5日 - 6日）、カリフォルニア大学ロサンゼルス校のポーリー・パビリオン（8月7日）、ロンドンのレインボー・シアター（12月10日）におけるライブ録音が使用された。また、1970年9月から1971年2月にかけて行われたフィールド・レコーディングも収録されており、ザッパによれば、会話パートの殆どはウーヘルのポータブル・レコーダーで録音された。
ディスク1に収録された「ウェル」以降の5曲には、ジョン・レノンとヨーコ・オノがゲスト参加しており、これらの音源は6月6日のフィルモア・イースト公演で録音された。なお、レノンとオノの連名によるアルバム『サムタイム・イン・ニューヨーク・シティ』（1972年）にも、当日の音源が別ミックスで収録されており、同アルバムに収録された「ジャムラグ」は、本来はザッパの曲「キング・コング」を元にしているが、クレジット上ではレノン/オノ作と記載され、ザッパにはこの曲の印税は支払われなかった。ザッパ自身は、この件について「あれは明らかにジャム・セッションの曲じゃない。メロディもベース・ラインもある、ちゃんと構築された曲だ。ちょっとがっかりしたね」とコメントしている。
「ワンダフル・ワイノ」は、後にアルバム『ズート・アリュアーズ』（1976年）に収録される曲の初期ヴァージョンである。「ジフテリア・ブルース」は、フロリダ公演の際に使用した楽屋での録音で、エインズレー・ダンバーがスコッチ・ウイスキーの瓶と木製のテーブルを叩きながら、ハワード・ケイランが当時のサンアントニオで流行していたジフテリアについて歌っている。「ザ・サンジーニ・ブラザーズ」は、フロー&エディ在籍時のライブで定番となっていたお笑い寸劇で、フロー&エディ名義のアルバム『Flo & Eddie』及び『Illegal, Immoral and Fattening』に別ヴァージョンが収録されている。

## 評価
François Coutureはオールミュージックにおいて5点満点中3点を付け「まず、『プレイグラウンド・サイコティクス』はファンだけに向けられた作品であることを理解する必要がある。フランク・ザッパのファンはもとより、1970年から1971年のフロー&エディ在籍時のマザーズ・オブ・インヴェンションのファン、ザッパのコメディ・ロックのファン、ザッパのツアー生活に対する偏愛とその年代記のファン、そして何より、映画『200モーテルズ』のファンに向けられている」と評している。

## 収録曲
特記なき楽曲（及び会話）はマザーズ・オブ・インヴェンション作。

### ディスク1
1. "さあ、機材が来ましたよ、諸君" - "Here Comes the Gear, Lads" - 1:00
2. 生ける、ゴミ・トラック - "The Living Garbage Truck" - 1:20
3. よくあるサウンド・チェック - "A Typical Sound Check" - 1:18
4. "ここ、いいじゃん" - "This Is Neat" - 0:23
5. モーテルのロビー - "The Motel Lobby" - 1:21
6. 酔っぱらうぞ - "Getting Stewed" - 0:55
7. モーテルの部屋 - "The Motel Room" - 0:29
8. "俺をがっかりさせないでくれよ" - "Don't Take Me Down" - 1:11
9. 楽屋 - "The Dressing Room" - 0:24
10. "ペニスの寸法"を学習中 - "Learning "Penis Dimension" - 2:02
11. "あんただよ、おっ立ててるあんた" - "You There, with the Hard On!" - 0:25
12. ザンティ・セレナーデ - "Zanti Serenade" (Ian Underwood, Don Preston, Frank Zappa) - 2:40
13. ディヴァン - "Divan" (F. Zappa) - 1:46
14. 壷の中の眠り - "Sleeping in a Jar" (F. Zappa) - 1:30
15. "ここで食うんじゃない" - "Don't Eat There" (F. Zappa) - 2:26
16. ブリクストン・スティル・ライフ - "Brixton Still Life" (F. Zappa) - 2:59
17. スーパー・グリース - "Super Grease" (The Mothers of Invention, F. Zappa) - 1:39
18. ワンダフル・ワイノ - "Wonderful Wino" (F. Zappa, Jeff Simmons) - 4:52
19. シャリーナ - "Sharleena" (F. Zappa) - 4:23
20. クルージング・フォー・バーガース - "Cruisin' for Burgers" (F. Zappa) - 2:53
21. ジフテリア・ブルース - "Diphtheria Blues" - 6:19
22. ウェル - "Well" (Walter Ward) - 4:43
23. セイ・プリーズ - "Say Please" (John Lennon, Yoko Ono, F. Zappa) - 0:57
24. AAAWK - "Aaawk" (J. Lennon, Y. Ono, F. Zappa) - 2:59
25. スカム・バッグ - "Scum Bag" (J. Lennon, Y. Ono, Howard Kaylan, F. Zappa) - 5:53
26. ヨーコ・オノとともに、ささやかな永劫を - "A Small Eternity with Yoko Ono" (J. Lennon, Y. Ono) - 6:06

### ディスク2
1. ビールのシャンプー - "Beer Shampoo" - 1:39
2. シャンペン・レクチャー - "Champagne Lecture" - 4:29
3. 子どもっぽい倒錯 - "Childish Perversions" - 1:31
4. プレイグラウンド・サイコティクス - "Playground Psychotics" - 1:08
5. マッドシャーク・インタビュー - "The Mudshark Interview" - 2:39
6. "ジャズには性欲なんてありゃしない" - "There's No Lust in Jazz" - 0:55
7. 生きたボツリヌス菌 - "Botulism on the Hoof" - 0:47
8. 軍隊もあるし - "You Got Your Armies" - 0:10
9. ゲロの王者 - "The Spew King" - 0:24
10. 俺もうだめ - "I'm Doomed" - 0:24
11. ステイタス・バック・ベイビー - "Status Back Baby" (F. Zappa) - 2:49
12. ザ・ロンドン・タクシー・テープ - "The London Cab Tape" - 1:24
13. 強制収容所の月 パート1 - "Concentration Moon, Part One" (F. Zappa) - 1:20
14. ザ・サンジーニ・ブラザーズ - "The Sanzini Brothers" (I. Underwood, Mark Volman, H. Kaylan) - 1:33
15. "こんなことやって金がもらえるんだからな" - "It's a Good Thing We Get Paid to Do This" (F. Zappa) - 2:45
16. 強制収容所の月 パート2 - "Concentration Moon, Part Two" (F. Zappa) - 2:04
17. マム・アンド・ダッド - "Mom & Dad" (F. Zappa) - 3:09
18. 低予算のオーケストラのための音楽へのイントロ - "Intro to Music for Low Budget Orchestra" (F. Zappa) - 1:39
19. ビリー・ザ・マウンテン - "Billy the Mountain" (F. Zappa) - 30:26
20. やつは俺たちを見ている - "He's Watching Us" - 1:21
21. あんたがプロの俳優ではない場合 - "If You're Not a Professional Actor" - 0:22
22. やつは正しいよ - "He's Right" - 0:15
23. 金のために - "Going for the Money" - 0:12
24. ジェフが辞める - "Jeff Quits" - 1:34
25. 山ほどの面倒 - "A Bunch of Adventures" - 0:55
26. マーティン・リッカートの物語 - "Martin Lickert's Story" - 0:39
27. ア・グレート・ガイ - "A Great Guy" - 0:30
28. ひどい演技 - "Bad Acting" - 0:10
29. 最低の評価 - "The Worst Reviews" - 0:20
30. もうひとりの自分 - "A Version of Himself" - 1:02
31. 俺は今頃スターになれてたんだ - "I Could Be a Star Now" - 0:36

## 参加ミュージシャン
- フランク・ザッパ - リードギター、ボーカル、会話
- マーク・ヴォルマン - ボーカル、会話
- ハワード・ケイラン - ボーカル、会話
- イアン・アンダーウッド - キーボード、アルト・サクソフォーン、会話
- ドン・プレストン - キーボード、エレクトロニクス
- ボブ・ハリス - エレクトリックピアノ
- ジム・ポンズ - ベース、ボーカル
- エインズレー・ダンバー - ドラムス、会話
- ジョン・レノン - ギター、ボーカル(Disc 1: #22 - #26)
- ヨーコ・オノ - ボーカル(Disc 1: #22 - #26)

下記のミュージシャンは会話のパートのみ参加。
- ジェフ・シモンズ
- ジョージ・デューク
- マーティン・リッカート